# Rømø
Rømø (alemão: Röm, frísio: Rem) é uma ilha dinamarquesa no mar de Wadden. Rømø faz parte do município de Tønder. A ilha tem 850 habitantes e cobre uma área de 129 km². Rømø é um local turístico popular.
Rømø é atualmente a mais meridional das ilhas dinamarquesas (a anterior era a pequena ilha desabitada de Jordsand que afundou em 1999). Está ligada ao continente por uma estrada dinamarquesa e também dista apenas cerca de três quilômetros da vizinha ilha alemã de Sylt, à qual está ligada por balsa. É habitada por um número de comunidades pequenas, como Kongsmark, Østerby, Lakolk e Sønderstrand.
Pertenceu à Alemanha de 1864 até 1920 e fez parte da província prussiana de Schleswig-Holstein.